# Löntagarfonder (dikt)
Löntagarfonder är en dikt som Sveriges dåvarande finansminister Kjell-Olof Feldt (s) skrev den 21 december 1983 i Sveriges riksdag.

## Bakgrund
Den 21 december 1983 fattades ett riksdagsbeslut som innebar att Sverige införde löntagarfonder. Dikten författades tidigare samma dag innan beslutet fattades. Dikten var kritisk till löntagarfonder, trots att Feldt utåt förväntades arbeta för fondernas införande.
Dikten blev känd genom att pressfotografen Paolo Rodriguez från Stockholms-Tidningen lyckades fotografera Feldt i sin riksdagsbänk skrivande dikten. Eftersom Rodriguez fotograferade Feldt mitt under skrivandet av dikten blev bara de två första raderna (Löntagarfonder är ett jävla skit / men nu har vi baxat dem ända hit) kända för allmänheten fram till 1991, när Feldt publicerade hela dikten i sin bok Alla dessa dagar.
Offentliggörandet av dikten innebar ett stort förtroendemässigt bakslag för den socialdemokratiska regeringen, som trots massiv kritik drivit igenom löntagarfonderna.

## Text
| ” | Löntagarfonder är ett jävla skit, men nu har vi baxat dem ända hit. Sen ska de fyllas med varenda pamp, som stött oss så starkt i våran kamp. Nu behöver vi inte gå flera ronder, förrän hela Sverige är fullt av fonder. | „ |

## Källa
- Feldt, Kjell-Olof (1991). Alla dessa dagar… I regeringen 1982–1990. Norstedts. ISBN 91-1-913112-7

### Fotnoter
1. ↑  Mikael Bengtsson (30 november 2016). ”Far och flyg du rödgröna regering”. Norran. Arkiverad från originalet den 19 februari 2017. https://web.archive.org/web/20170219102916/http://norran.se/asikter/ledare/far-och-flyg-du-rodgrona-regering-708461. Läst 18 februari 2017.
2. ↑  Fredrik Emdén, Calle Fleur (12 november 2013). ”Kjell-Olof Feldt klottrar i riksdagen”. Chef. http://chef.se/41-kjell-olof-feldt-klottrar-i-riksdagen/. Läst 18 februari 2017.
3. ↑  Jonas Ohlin (2 oktober 2014). ”Kjell-Olof Feldt och löntagarfonderna”. Svenska dagbladet. https://www.svd.se/kjell-olof-feldt-och-lontagarfonderna. Läst 18 februari 2017.
4. ↑  Hans O. Alfredsson (22 december 1983). ”Feldt skaldade om fonder ”En högst privat satir”” (på svenska). Svenska Dagbladet:  s. 6. Läst 30 januari 2019.
5. ↑  ”Politik” (på svenska). Svenska Dagbladet:  s. 12. 17 april 1991. Läst 30 januari 2019.